# (471150) 2010 FC49
(471150) 2010 FC49, também escrito como (471150) 2010 FC49, é um objeto transnetuniano que está localizado no Cinturão de Kuiper, uma região do Sistema Solar. Este corpo celeste é classificado como um plutino, pois, o mesmo está em uma ressonância orbital de 2:3 com o planeta Netuno. Ele possui uma magnitude absoluta de 5,9 e tem um diâmetro com cerca de 291 km. O astrônomo Mike Brown lista este corpo celeste em sua página na internet como um candidato a possível planeta anão.

## Descoberta
(471150) 2010 FC49 foi descoberto no dia 18 de março de 2010 pelos astrônomos D. L. Rabinowitz e S. Tourtellotte.

## Órbita
A órbita de (471150) 2010 FC49 tem uma excentricidade de 0,049 e possui um semieixo maior de 39,133 UA. O seu periélio leva o mesmo a uma distância de 37,196 UA em relação ao Sol e seu afélio a 41,070 UA.